# Murethach van Auxerre
Murethach van Auxerre (ook Muridac of Muiredach) was een Iers grammaticus, die in de negende eeuw leefde.

## Levensloop
Hij stond vanaf 835 in Auxerre aan het hoofd van pas opgerichte Karolingische abdijschool van de Abdij van Sint-Germanus van Auxerre, waar hij onder andere les gaf in de grammatica. Een van zijn leerlingen was Haymo van Auxerre. Murethach legde de basis voor de faam van de school van Auxerre.
Tussen 840 en 845 verhuisde hij van Auxerre naar Metz, waar hij deel ging uitmaken van de entourage van aartsbisschop Drogo van Metz, een onwettige zoon van Karel de Grote.
Murethach staat bekend als de schrijver van een commentaar op de Ars Major van Donatus.
Een flink aantal van zijn manuscripten is bewaard gebleven. Gedateerd op de 9e en 10e eeuw, zijn zij afkomstig uit de Champagne, Lotharingen, de Limousin en de valleien van de Loire en de Seine.

## Werken
- Commentaar op de Ars Major van Donatus, ed. L. Holtz, in Donati artem Majorem, Turnhout, 1977
- Carmen gericht aan Drogo van Metz, ed. B. Bischoff, Muridac doctissimus plebis, ein Irischer Grammatik des IX. Jahrhunderts (Murethach, de meest geleerde van de mensen, een Ierse grammatica uit de 9e eeuw), in Celtica, t.5, 1960, blz. 40-44, herdrukt in Mittelalterliche Studien, 2, Stuttgart, 1967, blz. 51-56